# Olena Hrușîna
Olena Hrușîna (n. 8 ianuarie 1975, Odesa, RSS Ucraineană, URSS) este o dansatoare pe gheață ce a reprezentat Ucraina, medaliată olimpică. A participat la 3 ediții ale Jocurilor Olimpice (1998, 2002, 2006) în care a câștigat o medalie de bronz.